# Saskatoon Fairview (circonscription saskatchewanaise)
Circonscription électorale provinciale du Canada
Saskatoon-Fairview est une circonscription électorale provinciale de la Saskatchewan au Canada. Elle est représentée à l'Assemblée législative de la Saskatchewan depuis 1982.

## Géographie
La circonscription comporte les quartiers de Parkridge (en), du Hauteur pacifique (en) et du Parc de la Confédération (en).

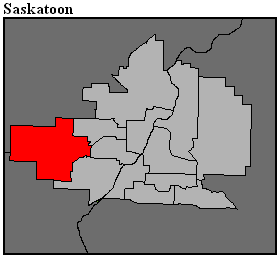
Frontière de la circonscription en 2016.
Frontière de la circonscription en 2022.

## Liste des députés
| Parlement                                                                    | Années                                                                       | Député                                                                       | Député                                                                       | Parti                                                                        |
| Saskatoon Fairview                                                           | Saskatoon Fairview                                                           | Saskatoon Fairview                                                           | Saskatoon Fairview                                                           | Saskatoon Fairview                                                           |
| Circonscription issue de Biggar, Saskatoon Westmount et Saskatoon Riversdale | Circonscription issue de Biggar, Saskatoon Westmount et Saskatoon Riversdale | Circonscription issue de Biggar, Saskatoon Westmount et Saskatoon Riversdale | Circonscription issue de Biggar, Saskatoon Westmount et Saskatoon Riversdale | Circonscription issue de Biggar, Saskatoon Westmount et Saskatoon Riversdale |
| ---------------------------------------------------------------------------- | ---------------------------------------------------------------------------- | ---------------------------------------------------------------------------- | ---------------------------------------------------------------------------- | ---------------------------------------------------------------------------- |
| 20e                                                                          | 1982–1986                                                                    |                                                                              | Ray Weiman                                                                   | Progressiste-Conservateur                                                    |
| 21e                                                                          | 1986–1991                                                                    |                                                                              | Wayne Mitchell                                                               | Néo-démocrate                                                                |
| 22e                                                                          | 1991–1995                                                                    |                                                                              | Wayne Mitchell                                                               | Néo-démocrate                                                                |
| 23e                                                                          | 1995–1999                                                                    |                                                                              | Wayne Mitchell                                                               | Néo-démocrate                                                                |
| 23e                                                                          | 1999-1999                                                                    | Chris Axworthy                                                               |                                                                              | Néo-démocrate                                                                |
| 24e                                                                          | 1999–2003                                                                    | Chris Axworthy                                                               |                                                                              | Néo-démocrate                                                                |
| 24e                                                                          | 2003-2003                                                                    | Andy Iwanchuk                                                                |                                                                              | Néo-démocrate                                                                |
| 25e                                                                          | 2003–2007                                                                    | Andy Iwanchuk                                                                |                                                                              | Néo-démocrate                                                                |
| 26e                                                                          | 2007–2011                                                                    | Andy Iwanchuk                                                                |                                                                              | Néo-démocrate                                                                |
| 27e                                                                          | 2011–2016                                                                    |                                                                              | Jennifer Campeau                                                             | Saskatchewanais                                                              |
| 28e                                                                          | 2016–2017                                                                    |                                                                              | Jennifer Campeau                                                             | Saskatchewanais                                                              |
| 28e                                                                          | juil.-sept. 2017                                                             |                                                                              | Vacant                                                                       | Vacant                                                                       |
| 28e                                                                          | 2017-2020                                                                    |                                                                              | Vicki Mowat                                                                  | Néo-démocrate                                                                |
| 29e                                                                          | 2020–2024                                                                    |                                                                              | Vicki Mowat                                                                  | Néo-démocrate                                                                |
| 29e                                                                          | 2024–en cours                                                                |                                                                              | Vicki Mowat                                                                  | Néo-démocrate                                                                |